# Jony Ramos
João Carlos Sacramento Ramos, dit Johnny Ramos ou Jony Ramos, né le 12 mai 1986 à Lisbonne au Portugal, est un footballeur international santoméen. Il évolue au poste d'attaquant à l'US Ivry.

## Biographie

### En club
Ramos évolue pendant neuf saisons dans des clubs de troisième et quatrième division au Portugal, comme joueur semi-professionnel. Il joue 90 matchs en troisième division, inscrivant 17 buts, et 64 matchs en quatrième division, marquant 16 buts.
Il arrive en France en 2014 pour jouer avec le club d'identité portugaise de Saint-Maur, et s'impose comme l'un des éléments clés de l'équipe jusqu'à en devenir capitaine. Il quitte le club en 2018 après quatre saisons sportives.

### En équipe nationale
Il reçoit sa première sélection avec l'équipe de Sao Tomé-et-Principe le 5 septembre 2015, contre le Maroc (défaite 1-2). Il s'agit d'une rencontre rentrant dans le cadre des qualifications à la Coupe d'Afrique des nations 2017.

## Palmarès
- Champion de DH Paris en 2015 avec l'US Lusitanos Saint-Maur